# 交響曲第7番 (シュポーア)
交響曲第7番 ハ長調 作品121「人生の世俗と神聖」(独: Sinfonie Nr. 7 'Irdisches und Göttliches im Menschenleben' op. 121) はドイツの作曲家ルイ・シュポーアが1841年に作曲した2群のオーケストラのための交響曲である。
初演は1842年にロンドンで行われた。

## 編成
- 第1オーケストラ  
  - フルート1、オーボエ1、クラリネット1、ファゴット1、ホルン2、弦5部
- 第2オーケストラ  
  - フルート2、オーボエ1、クラリネット2、ファゴット1、ホルン2、トランペット2、トロンボーン3、ティンパニ、弦5部

## 楽曲構成
全3楽章からなる。演奏時間は約34分。
2群のオーケストラを用いて、「世俗」と「神聖」という対立的な概念を描いている。
- 第1楽章 「子供の世界」Adagio - Allegro
- 第2楽章 「苦しみの情熱の時間」 Larghetto - Allegro moderato
- 第3楽章 「神の勝利」 Presto